# Bratrstvo Bolestné Matky Boží pod černým škapulířem
Bratrstvo Bolestné Matky Boží pod černým škapulířem bylo náboženské bratrstvo působící v Mikulášovicích při kostele svatého Mikuláše mezi lety 1717 a 1783. Jeho členové organizovali různá procesí, pobožnosti, ale také stavbu kaplí a křížů.

## Historie
Bratrstvo Bolestné Matky Boží pod černým škapulířem založil v Mikulášovicích roku 1717 obchodník Friedrich Dittrich, k dalším zakládajícím členům patřil například i místní farář Franz Hieronymus Lankisch. Zřízení bratrstva oficiálně potvrdili lipovský hrabě Franz Wilhelm Salm-Reifferscheidt (1672–1734) a biskupství až 20. července 1721. Konfraternita navazovala na dřívější mariánskou úctu, která se v Mikulášovicích rozvinula od roku 1695, kdy stavitel Balthasar Hille nalezl při přestavbě kostela svatého Mikuláše pozdně gotickou hliněnou sošku Panny Marie s Ježíškem. Zakladatel Dittrich opatřil bratrstvo základními financemi a za jeho sídlo zvolil svůj dům. Hlavním předmětem úcty se stala dřevěná socha Piety pocházející z druhé čtvrtiny 15. století, kterou již roku 1715 odkoupil pro mikulášovický kostel od šenovského obchodníka Johanna Georga Pohla (ten ji získal na obchodní cestě v roce 1695 v saském Löbau). Pro tuto sochu zřídili členové bratrstva v kostele oltář a v roce 1718 vypravili do Bohosudova procesí, aby se mohla jejich socha dotýkat tamní Piety.
Náplň činnosti bratrstva vycházela především ze zbožnosti a potřeb jeho členů. Ti se pravidelně účastnili procesí a pobožností u místních křížů a kaplí, které hojně zakládali a pečovali o ně. Velký význam měla starost o poslední rozloučení s členy bratrstva, sloužení mší za jejich duše a péče o jejich odkaz. Z tohoto důvodu byli někteří nebožtíci zapisováni jako členové bratrstva i po smrti. Pobožnosti a bohoslužby se soustředily především na mariánské svátky. Boží přízeň si členové bratrstva vyprošovali také pro své děti, a to začasté formou finančního příspěvku bratrstvu. Činnost bratrstva měla také hospodářský význam, protože mohlo ze svých prostředků poskytovat půjčky a pravidelně zadávalo zakázky místním řemeslníkům. Členové konfraternity pocházeli zejména z Mikulášovic, ale také z blízkých vsí jako Staré Hraběcí, Velký Šenov, Lipová, Brtníky, Kopec, Vilémov či Dolní Poustevna.
Bratrstvo Bolestné Matky Boží pod černým škapulířem zaniklo v souvislosti s patentem císaře Josefa II. z 22. května 1783, kterým náboženská bratrstva zrušil.

## Zakladatelská činnost
Během existence bratrstva financovali jeho členové založení různých sakrálních památek. Vzhledem k torzovitosti pramenů (neúplné účetní knihy a nedochovaný soupis křížů z roku 1837) není následující seznam úplný.
- 1718 oltář Panny Marie v kostele svatého Mikuláše
- 1718 kaple Nanebevzetí Panny Marie (Wähnerova kaple), založil cestovatel Johann Georg Wähner
- 1724 kaple Bolestné Matky Boží (Balzerova kaple), založil domkář a forman Johann Ließner
- 1733 kaple Panny Marie Pomocné (Fürleho kaple), založil statkář a obchodník Jacob Fürle
- 1733 kaple Svaté rodiny (Melchiorova kaple), založil Melchior Wäber
- 1741–1742 kaple Nejsvětější Trojice, spolufinancování výstavby
- 1768 socha svatého Jana Nepomuckého, založil obchodník Johann Dittrich
- 1763 Dittrichův kříž, založil sedlák Johann Christof Dittrich
- kříž U pěti lip

## Galerie

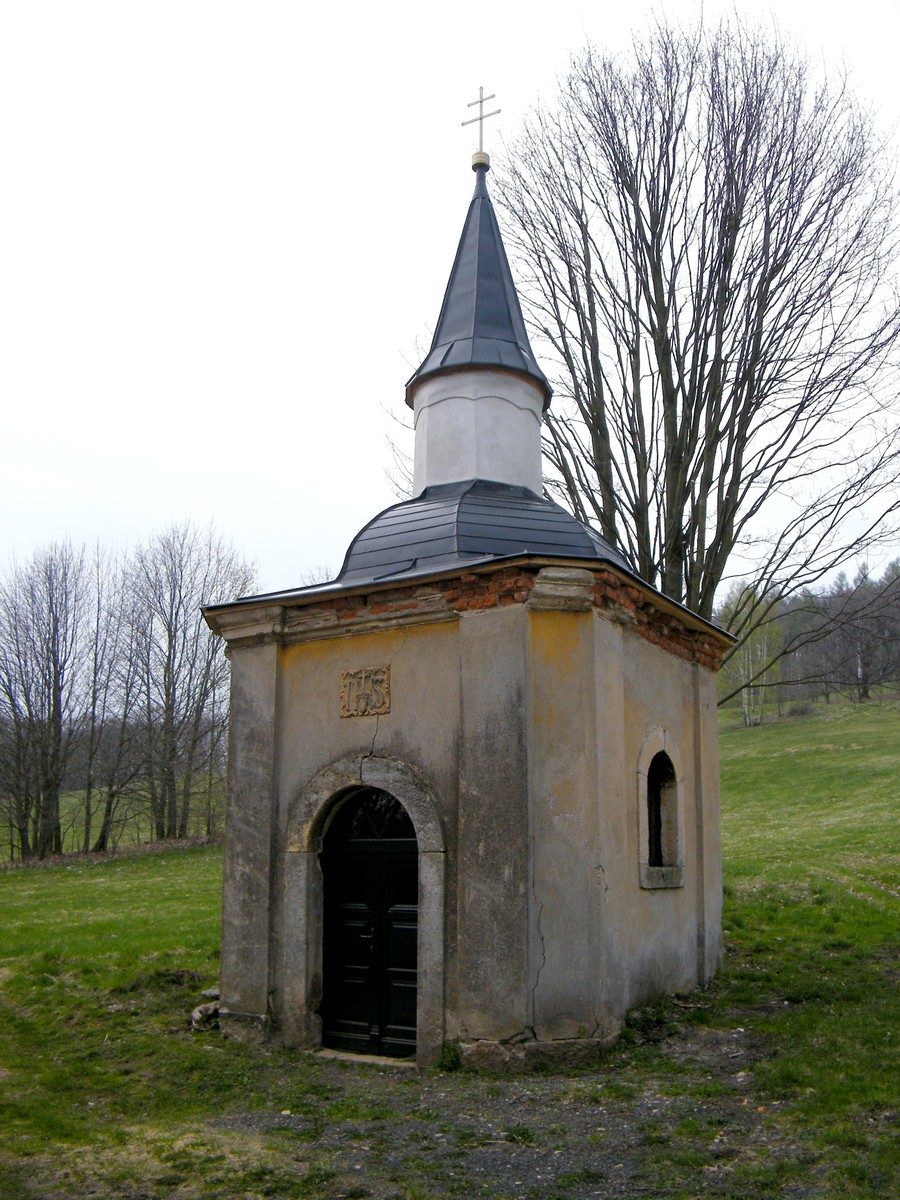
Kaple Nanebevzetí Panny Marie
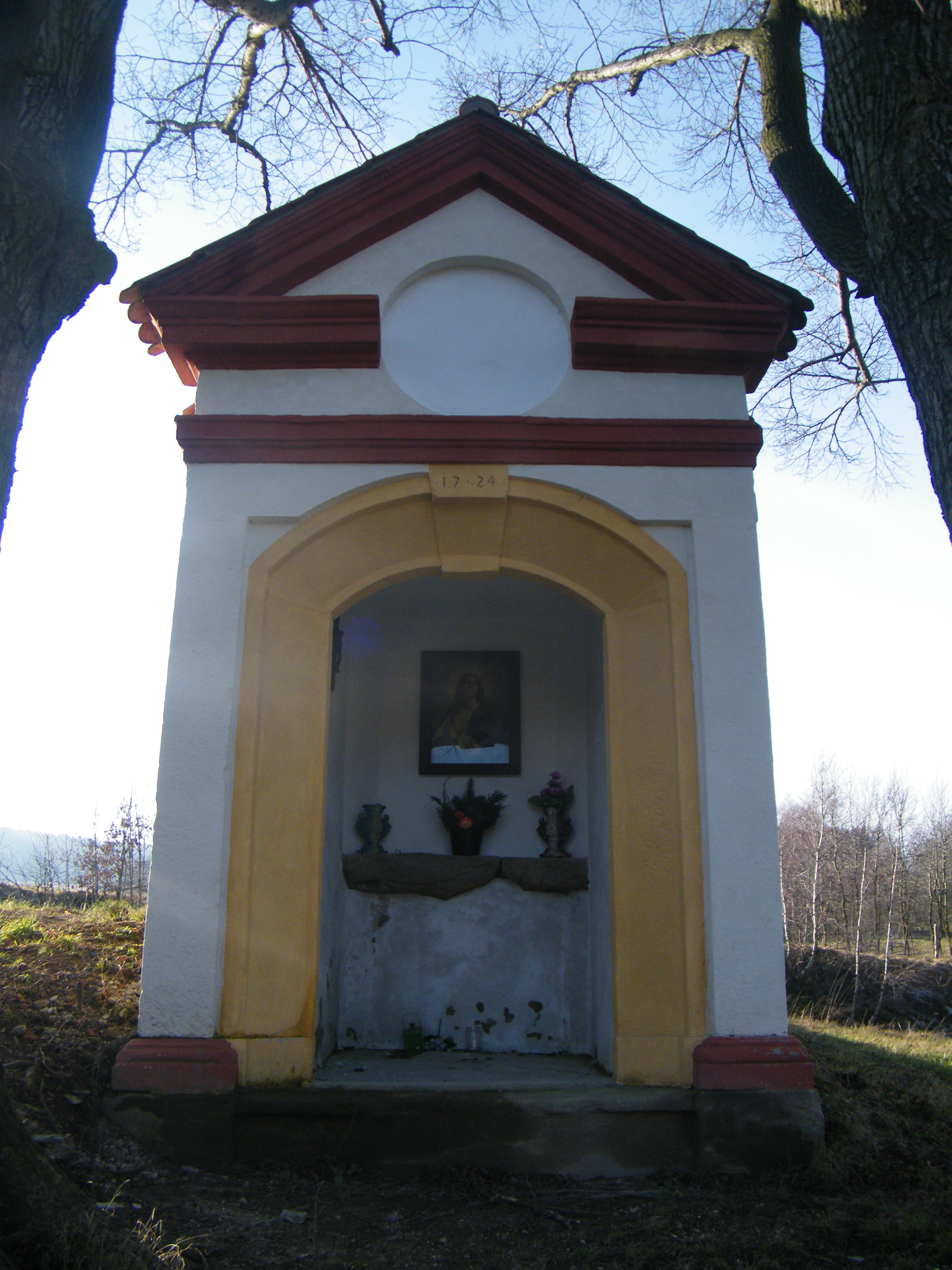
Kaple Bolestné Matky Boží
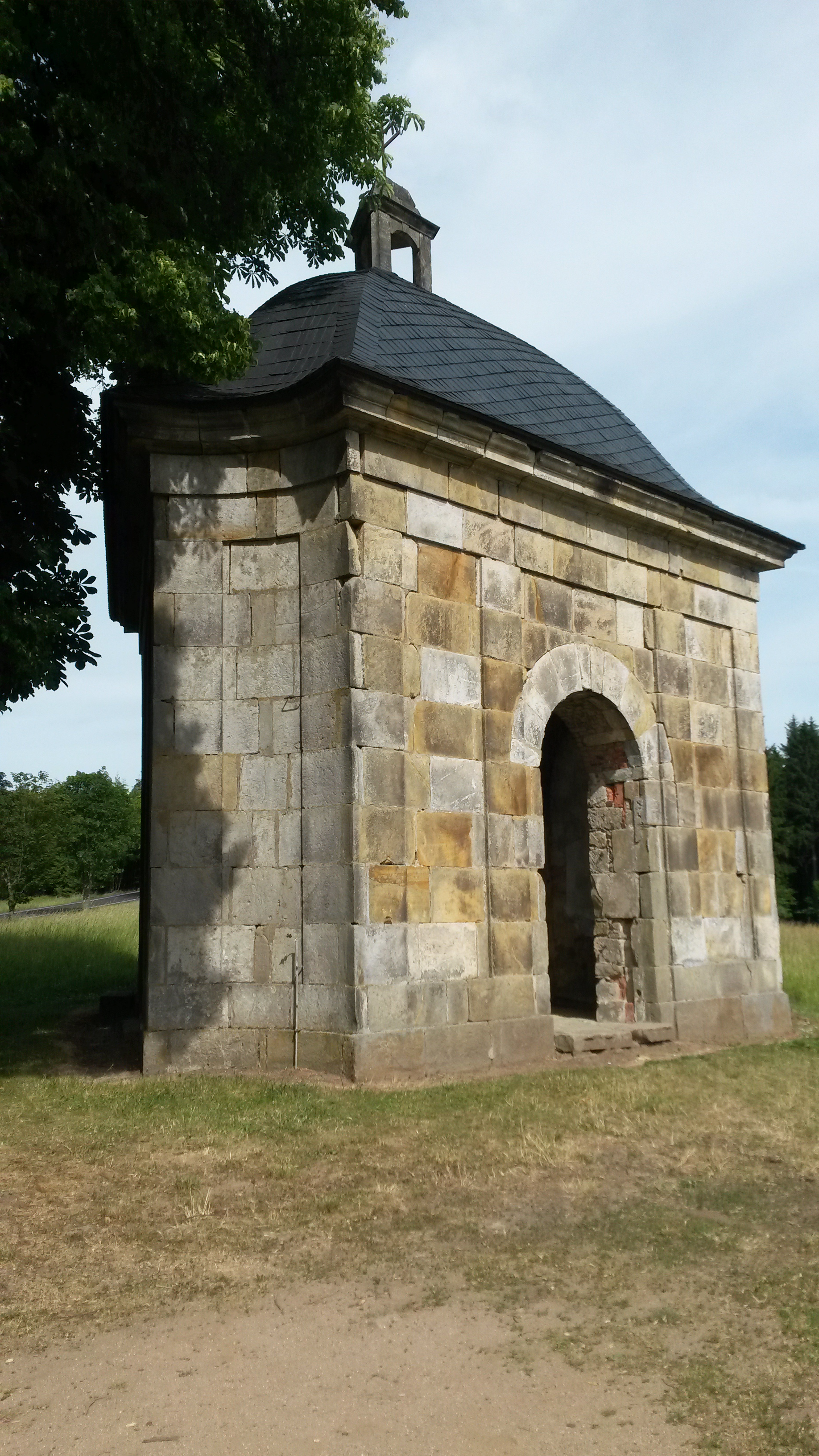
Kaple Nejsvětější Trojice
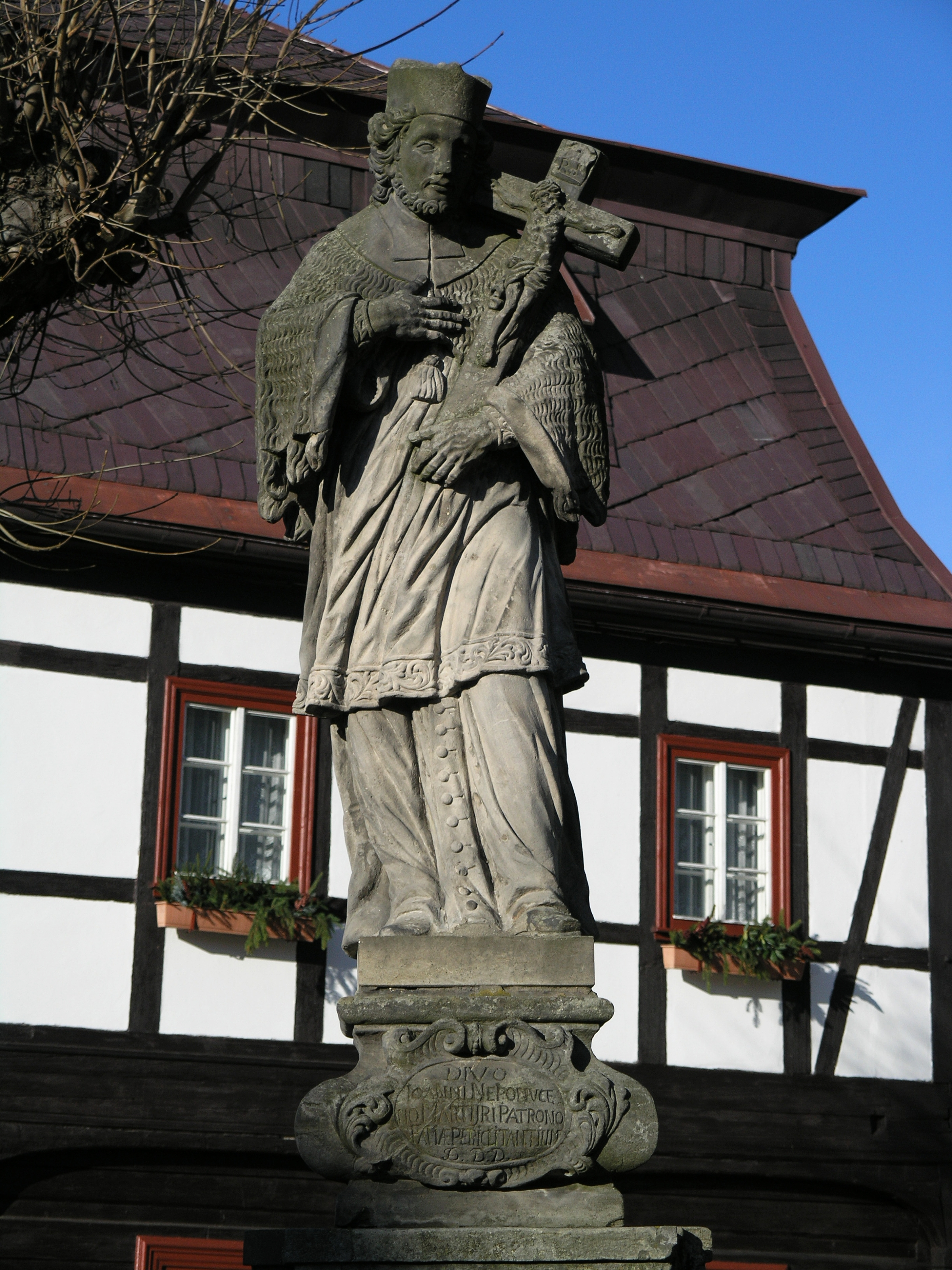
Socha svatého Jana Nepomuckého